# VASP-Flug 234
Der VASP-Flug 234 (Flugnummer VP234) war ein Inlandsflug der Fluggesellschaft Viação Aérea São Paulo vom Flughafen São Paulo-Congonhas zum Flughafen Brasília. Am 25. Mai 1982 ereignete sich auf diesem Flug der Flugunfall einer Boeing 737-2A1 mit dem Luftfahrzeugkennzeichen PP-SMY, als der Kapitän die Maschine bedingt durch eine optische Täuschung falsch aufsetzte, wobei die Maschine seitlich von der Landebahn ausbrach. Bei dem Unfall kamen zwei Passagiere ums Leben.

## Flugzeug
Bei dem verunglückten Flugzeug handelte es sich um eine Boeing 737-2A1, die zum Zeitpunkt des Unfalls 7 Jahre und 8 Monate alt war. Die Maschine wurde im Werk von Boeing in Renton im Bundesstaat Washington montiert und absolvierte am 24. September 1974 ihren Erstflug, ehe sie im Oktober desselben Jahres neu an die Viação Aérea São Paulo ausgeliefert wurde. Das Flugzeug trug die Werksnummer 20970, es handelte sich um die 376. Boeing 737 aus laufender Produktion. Die Maschine wurde mit dem Luftfahrzeugkennzeichen PP-SMY zugelassen. Das zweistrahlige Schmalrumpfflugzeug war mit zwei Triebwerken des Typs Pratt & Whitney JT8D-7 ausgestattet.
An Bord der Maschine befanden sich 118 Personen, darunter 112 Passagiere und 6 Besatzungsmitglieder.

## Unfallhergang
Der Flug von São Paulo nach Brasília verlief zunächst ohne besondere Vorkommnisse. Die Landung in Brasília wurde um 23:40 bei starken Regenfällen durchgeführt. Die Maschine setzte bei der Landung mit dem Bugfahrwerk zuerst auf. Dieses brach daraufhin unter der Last zusammen. Die Maschine kam von der Landebahn ab und zerbrach auf der Höhe von Sitzreihe 12 in zwei Teile. Dort kamen die meisten Menschen zu Schaden. Zwei Passagiere kamen ums Leben, 17 Personen wurden verletzt.

## Unfallursache
Es konnte ermittelt werden, dass der Kapitän zuvor die Anlage zum Besprühen des Cockpitfensters mit einer Regenabweiser-Flüssigkeit betätigt hatte. Durch die fehlerhafte Anwendung des Mittels war es im Regen zu einer optischen Täuschung gekommen, wodurch der Kapitän die Maschine zuerst mit dem Bug-, statt, wie vorgesehen, mit dem Hauptfahrwerk aufsetzte.
Ebenfalls wurde bekannt, dass der Kapitän kurz vor dem Flug einen Arzt aufgesucht und über anhaltende gesundheitliche Probleme geklagt hatte. Er behauptete jedoch, noch arbeitsfähig zu sein und gab an, dass er den Flug nach Brasília antreten müsse. Andere Piloten der VASP beklagten, sie wären vonseiten der Fluggesellschaft einem hohen Arbeitsdruck ausgesetzt und gaben die Verantwortung für die angespannte Arbeitsatmosphäre dem Vizepräsidenten der staatlichen Fluggesellschaft, Alex Barroso, der gleichzeitig Kommandant der Luftstreitkräfte Brasiliens war.
Die Luftfahrtbehörde erklärte, dass die meteorologischen Bedingungen zum Zeitpunkt des Unfalls über dem erforderlichen Minimum gelegen hätten.